# Canton du Creusot-1
Le canton du Creusot-1 est une circonscription électorale française du département de Saône-et-Loire.

## Histoire
Un nouveau découpage territorial de Saône-et-Loire entre en vigueur à l'occasion des élections départementales de 2015. Il est défini par le décret du 18 février 2014, en application des lois du 17 mai 2013 (loi organique 2013-402 et loi 2013-403). Les conseillers départementaux sont, à compter de ces élections, élus au scrutin majoritaire binominal mixte. Les électeurs de chaque canton élisent au Conseil départemental, nouvelle appellation du Conseil général, deux membres de sexe différent, qui se présentent en binôme de candidats. Les conseillers départementaux sont élus pour 6 ans au scrutin binominal majoritaire à deux tours, l'accès au second tour nécessitant 12,5 % des inscrits au 1er tour. En outre la totalité des conseillers départementaux est renouvelée. Ce nouveau mode de scrutin nécessite un redécoupage des cantons dont le nombre est divisé par deux avec arrondi à l'unité impaire supérieure si ce nombre n'est pas entier impair, assorti de conditions de seuils minimaux. En Saône-et-Loire, le nombre de cantons passe ainsi de 57 à 29.
Le canton du Creusot-1 est formé de communes de l'ancien canton de Montcenis (2 communes) et d'une fraction de la commune du Creusot. Il est entièrement inclus dans l'arrondissement d'Autun. Le bureau centralisateur est situé au Creusot.

## Représentation
| Période élective | Période élective | Mandat | Mandat           | Identité        | Nuance | Nuance | Qualité                                                                       |
| ---------------- | ---------------- | ------ | ---------------- | --------------- | ------ | ------ | ----------------------------------------------------------------------------- |
| 2015             | 2021             | 2015   | 2019 (démission) | Laurence Borsoi |        | DVG    | Militante associative, Montcenis                                              |
| 2015             | 2021             | 2015   | 2021             | Bernard Durand  |        | PS     | 5ème adjoint au maire du Creusot, conseiller municipal (majorité) depuis 2020 |
| 2015             | 2021             | 2019   | 2021             | Sylvie Lecœur   |        | PS     | Adjointe au maire de Torcy, conseillère municipale (opposition) depuis 2020   |
| 2021             | 2028             | 2021   | en cours         | Nadège Cantier  |        | DVG    | Employée, première adjointe au maire de Torcy                                 |
| 2021             | 2028             | 2021   | en cours         | Bernard Durand  |        | PS     | Conseiller sortant                                                            |

### Résultats détaillés

#### Élections de mars 2015
À l'issue du 1er tour des élections départementales de 2015, deux binômes sont en ballottage : Laurence Borsoi et Bernard Durand (Union de la Gauche, 32,1 %) et Marie France Ferry et Gilles Signol (DVD, 27,91 %). Le taux de participation est de 43,27 % (5 154 votants sur 11 912 inscrits) contre 50,75 % au niveau départemental et 50,17 % au niveau national.
Au second tour, Laurence Borsoi et Bernard Durand (Union de la Gauche) sont élus avec 51,9 % des suffrages exprimés et un taux de participation de 44,42 % (2 497 voix pour 5 291 votants et 11 911 inscrits).

#### Élections de juin 2021
Le premier tour des élections départementales de 2021 est marqué par un très faible taux de participation (33,26 % au niveau national). Dans le canton du Creusot-1, ce taux de participation est de 27,1 % (2 995 votants sur 11 052 inscrits) contre 32,7 % au niveau départemental. À l'issue de ce premier tour, deux binômes sont en ballottage : Nadège Cantier et Bernard Durand (Divers, 43,84 %) et Marie France Ferry et Jean Gadrey (Divers, 25,61 %).
Le second tour des élections est marqué une nouvelle fois par une abstention massive équivalente au premier tour. Les taux de participation sont de 34,36 % au niveau national, 33,9 % dans le département et 28,42 % dans le canton du Creusot-1. Nadège Cantier et Bernard Durand (Divers) sont élus avec 60,06 % des suffrages exprimés (1 728 voix pour 3 142 votants et 11 054 inscrits),,.

## Composition
| Nom                                | Code Insee | Intercommunalité    | Superficie (km2) | Population (dernière pop. légale)                | Densité (hab./km2) | Modifier                                    |
| ---------------------------------- | ---------- | ------------------- | ---------------- | ------------------------------------------------ | ------------------ | ------------------------------------------- |
| Le Creusot (bureau centralisateur) | 71153      | CU Creusot Montceau | 18,11            | Fraction : 11 730 (2022) Commune : 20 536 (2022) | 1 134              | modifier les données · modifier les données |
| Montcenis                          | 71309      | CU Creusot Montceau | 12,33            | 1 864 (2022)                                     | 151                | modifier les données · modifier les données |
| Torcy                              | 71540      | CU Creusot Montceau | 19,62            | 2 805 (2022)                                     | 143                | modifier les données · modifier les données |
| Canton du Creusot-1                | 7112       |                     |                  | 16 399 (2022)                                    |                    | modifier les données                        |

Le canton du Creusot-1 comprend :
1. deux communes entières,
2. la partie de la commune du Creusot située à l'ouest d'une ligne définie par l'axe des voies et limites suivantes : à partir de l'intersection de la ligne de chemin de fer Nevers―Chagny avec la rue de Abattoirs, rue des Abattoirs, boulevard de la Mouillelongue, rue du Pas-de-Cible, route de Montcenis, chemin rural du Vieux-Chemin-du-Creusot, chemin rural dit « de la Croix-du-Lot », chemin rural dit « des Combes », ligne de chemin de fer Nevers―Chagny.

## Démographie
En 2022, le canton comptait 16 399 habitants, en évolution de −7,06 % par rapport à 2016 (Saône-et-Loire : −1,06 %, France hors Mayotte : +2,11 %).
| 2013   | 2018   | 2022   |
| ------ | ------ | ------ |
| 18 055 | 17 165 | 16 399 |